# Bundesautobahn 448
Die Bundesautobahn 448 (Abkürzung: BAB 448) – Kurzform: Autobahn 448 (Abkürzung: A 448) –, umgangssprachlich auch Südumfahrung Bochum, ist eine Stadtautobahn im Ruhrgebiet. Sie verbindet die A 40 am Autobahndreieck Bochum-West mit der A 45 am Autobahndreieck Dortmund/Witten und soll als Teilprojekt der „Bochumer Lösung“ die parallel verlaufende A 40 entlasten.

## Anschlussstellen
Nach Fertigstellung des Autobahndreiecks Bochum-West 2015 und noch vor dem Lückenschluss 2021 (3,3 km) zur bisherigen A 44 am Autobahnkreuz Bochum/Witten wurden dazwischenliegende Teilstücke des Bochumer Außenrings in A 448 umbenannt und umgewidmet. Die Anschlussstellen heißen:
- Bochum-West (bisher Wattenscheider Str.)
- Bochum-Stahlhausen (bisher Kohlenstr.)
- Bochum-Eppendorf (bisher Schützenstr.)
- Bochum-Weitmar (bisher Wasserstr.)
- Bochum-Süd (bisher Königsallee)
- Bochum-Wiemelhausen (bisher Universitätsstraße) und
- Bochum-Altenbochum (Anschluss des hinteren Teils des Bochumer Rings an die Opelspange.)

## Geschichte
Die Arbeiten am Autobahndreieck Bochum-West begannen 2009. Erdarbeiten für den Bau der A 448 in Bochum-Laer wurden im Oktober 2011 aufgenommen, gleichzeitig begann auch der Ausbau des Donezk-Rings zur Autobahn: Vom 10. September 2012 an wurde eine Umfahrung für die Baustelle der Brücke Schattbachstraße eingerichtet. Mit einem offiziellen Pressetermin an der Brückenbaustelle begannen am 30. Oktober 2012 die Bauarbeiten an dem neu zu errichtenden 2,3 km langen Teilstück.
Auf den bestehenden Stücken des Außenrings begannen am 11. Juni 2012 die bis Mitte 2014 angesetzten Umbauarbeiten zur Autobahn. Straßenbelag und Leitplanken wurden erneuert, außerdem wurde der Außenring-Tunnel mit rund 13 Millionen Euro auf den neuesten Sicherheitsstandard gebracht.
Die Fertigstellung des Autobahndreiecks Bochum-West und des ersten Stücks der A 448 bis zur Anschlussstelle Bochum-Süd erfolgte im Juni 2015. Am 24. August 2018 wurde die Verlängerung der A 448 vom Autobahnkreuz Bochum/Witten bis zur Anschlussstelle Bochum-Altenbochum (Ostteil) freigegeben. Die endgültige Fertigstellung beider Teilstücke war zunächst für den Jahreswechsel 2019/20 erwartet worden, verzögert sich jedoch bis Ende 2021 und wird zudem um weitere 30 Millionen Euro teurer. Am 19. Juli 2021 wurde die Strecke von der Anschlussstelle Bochum-Wiemelhausen bis zum Kreuz Bochum/Witten (A 43/A 448) einseitig in Fahrtrichtung Dortmund freigegeben. Die Gegenrichtung wurde am 24. August für den Verkehr freigegeben, wodurch die Autobahn auf ihrer gesamten Länge erstmals in beide Richtungen befahrbar wurde. Bis Frühjahr 2024 werden noch Restarbeiten an den Ausfahrten erledigt.
In früheren Planungsphasen kursierten auch die Namen A 441 bzw. A 442 für diese Autobahn.

## Bilder

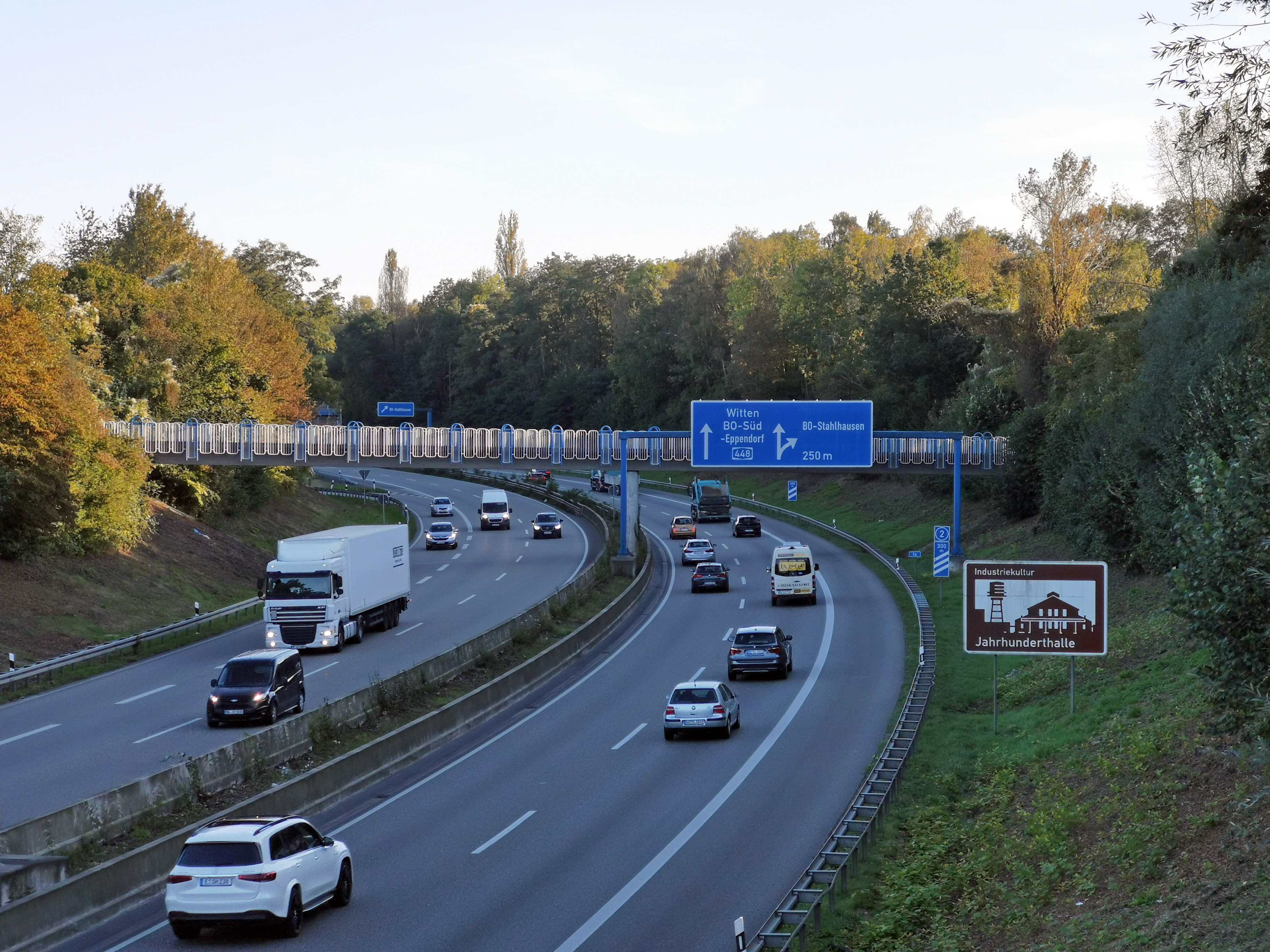
Die A 448 vor der Abfahrt Stahlhausen (2023)
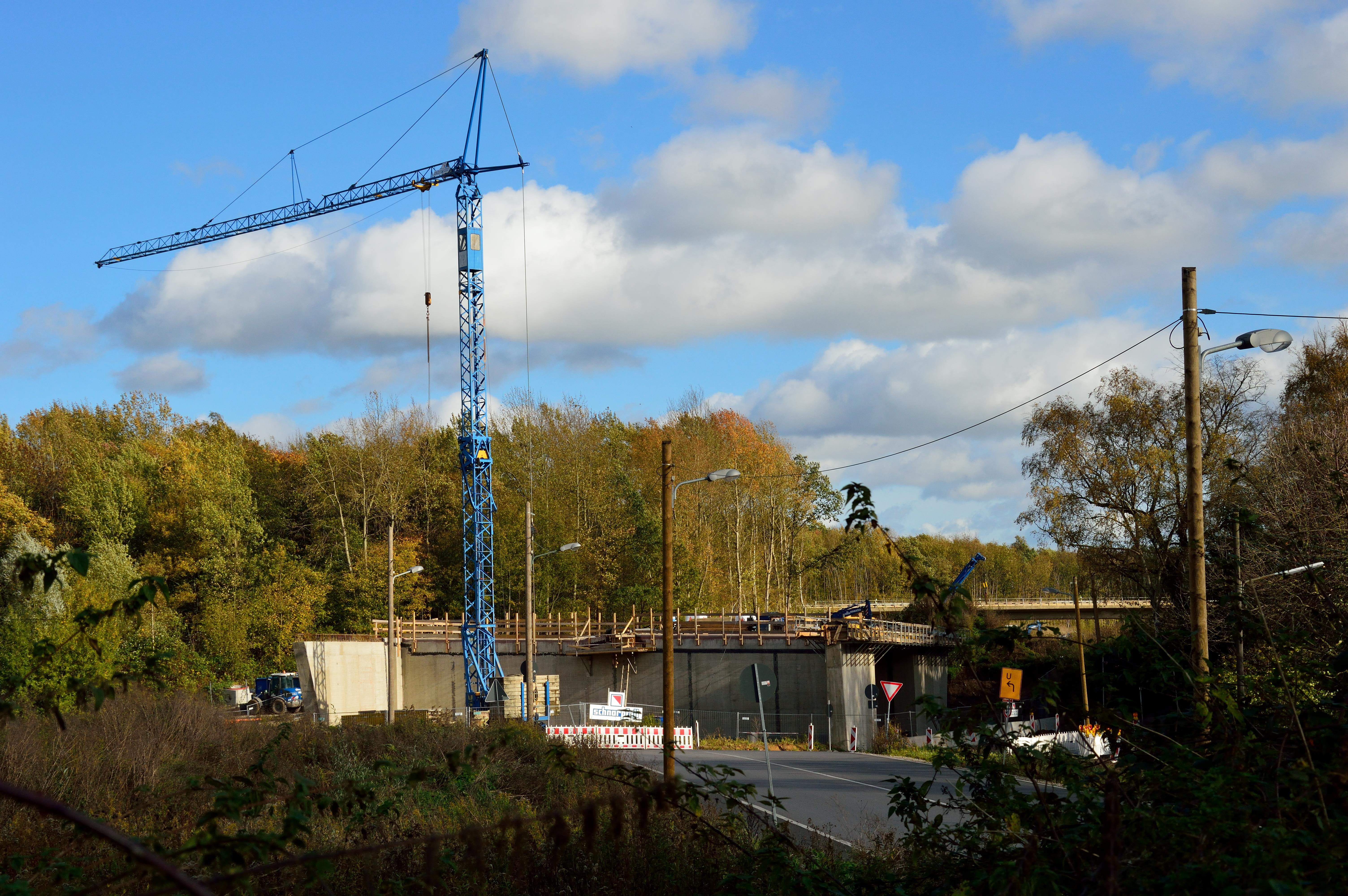
Opelspange Brückenbau Schattbachstrasse (2013)
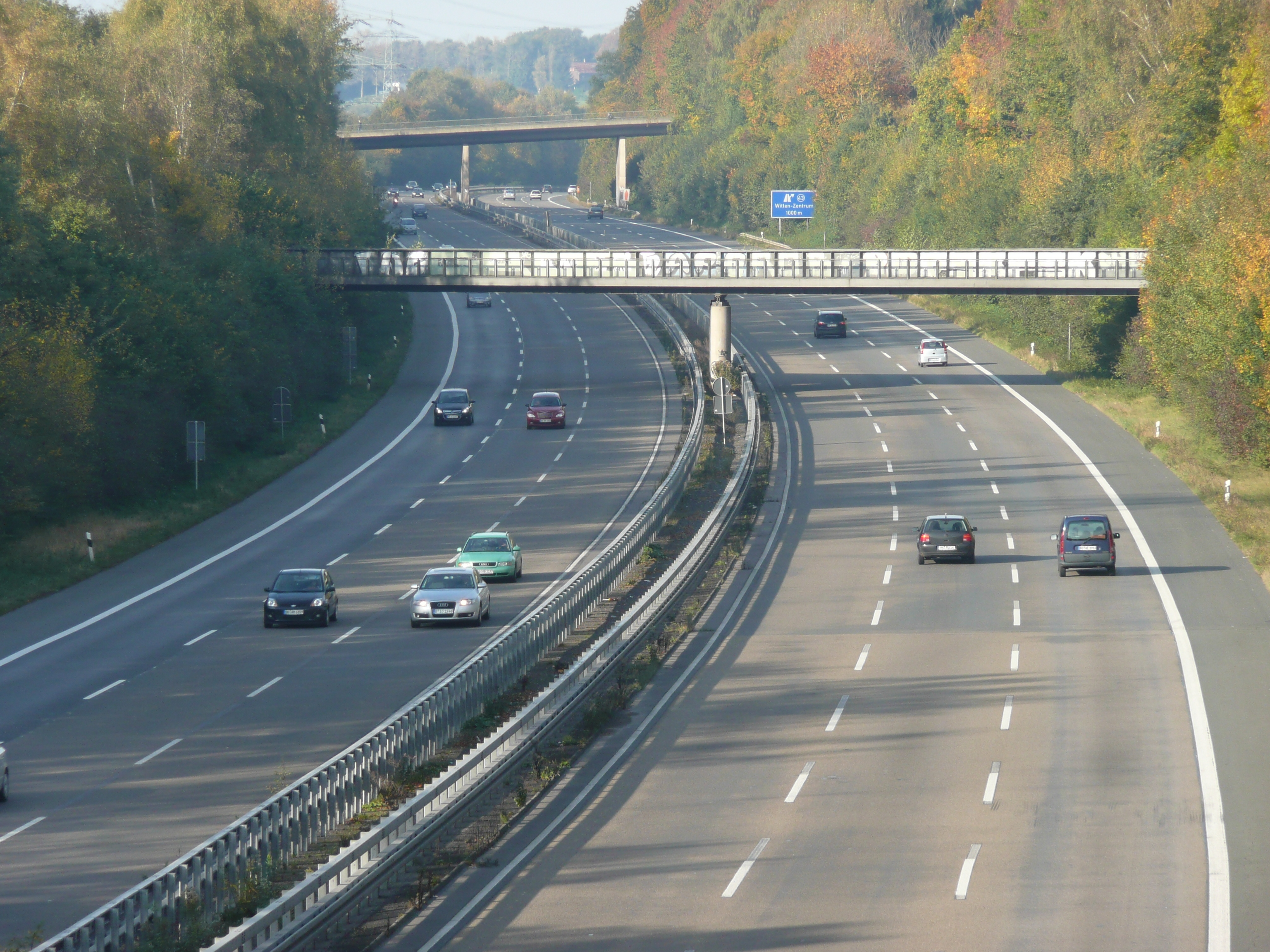
Brücke des Radwegs Rheinischer Esel in Witten (2008)